# Tamás Gáspár
Tamás Gáspár (ur. 19 lipca 1960 w Budapeszcie) – węgierski zapaśnik walczący w stylu klasycznym. Dwukrotny olimpijczyk. Dziewiąty w Moskwie 1980 i ósmy w Seulu 1988. Walczył w wadze 100 kg.
Złoty medalista mistrzostw świata w 1986 i srebrny w 1981 i 1985. Mistrz Europy w 1984, a drugi w 1983. Pierwszy w Pucharze świata w 1982 i trzeci w 1986 roku.
- Turniej w Moskwie 1980

Przegrał z Georgi Rajkowem z Bułgarii i Nikołajem Bałboszynem z ZSRR.
- Turniej w Seulu 1988

Pokonał Floriano Spiessa z Brazylii i Iliję Georgiewa z Bułgarii, a przegrał z Gerhardem Himmelem z RFN.